# Kazán Arena
El Kazán Arena (en ruso: Казань-арена, según el informe FIFA: «Estadio de Kazán de la Copa del Mundo de la FIFA») es un estadio de fútbol de la ciudad de Kazán, Rusia. El estadio cuenta con una capacidad total de 45.379 espectadores sentados. Las obras de construcción comenzaron en mayo de 2010 y el recinto fue inaugurado en 2013, terminado en un plazo de 36 meses. El estadio es utilizado por el Rubin Kazán, el club de fútbol de la ciudad, para disputar sus partidos como local.
La Universiada de 2013 se celebró en este estadio y, también formó parte de las sedes del Campeonato Mundial de Natación de 2015, de la Copa FIFA Confederaciones 2017 y de la Copa Mundial de Fútbol de 2018 en Rusia.

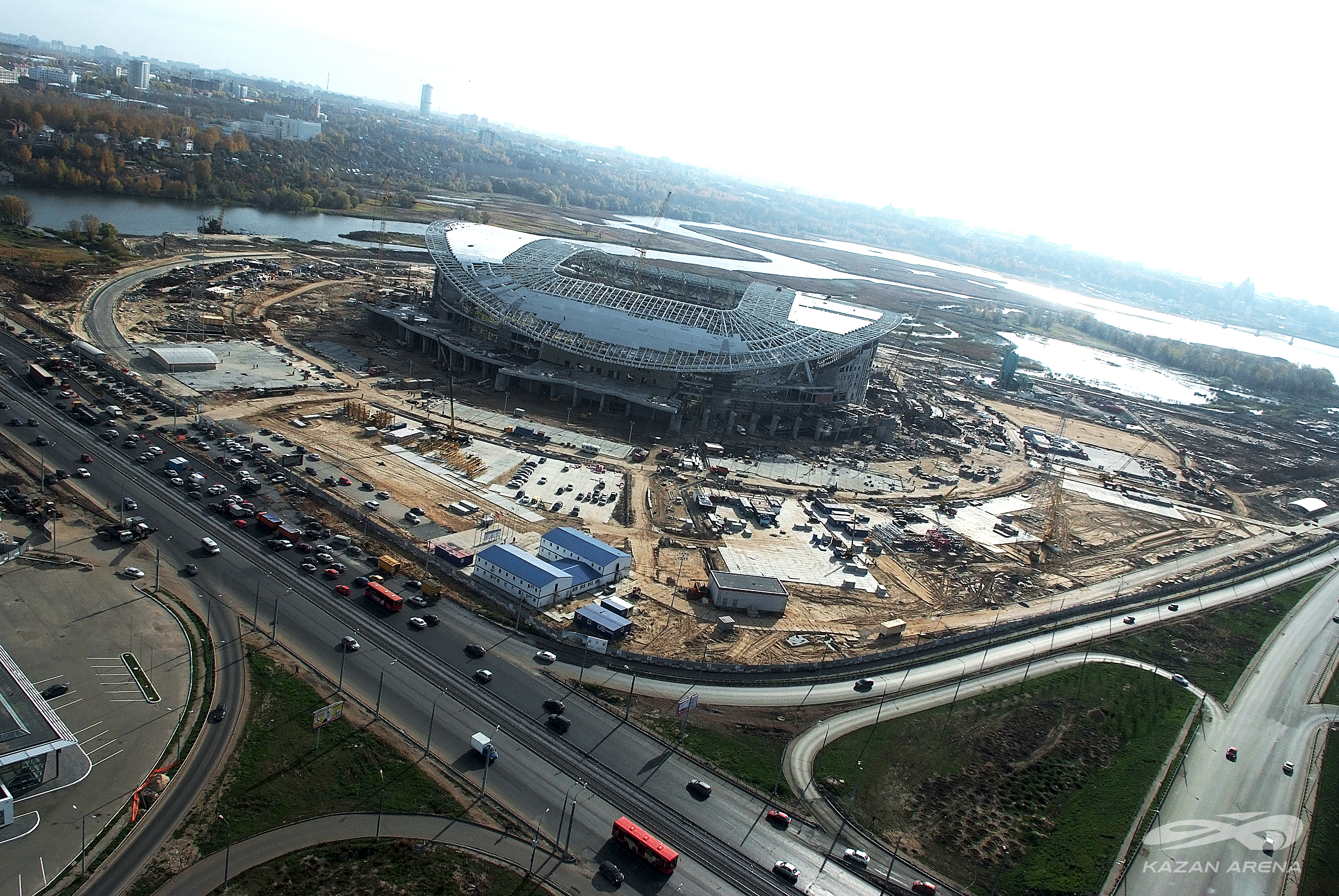
El estadio en construcción en octubre de 2012.

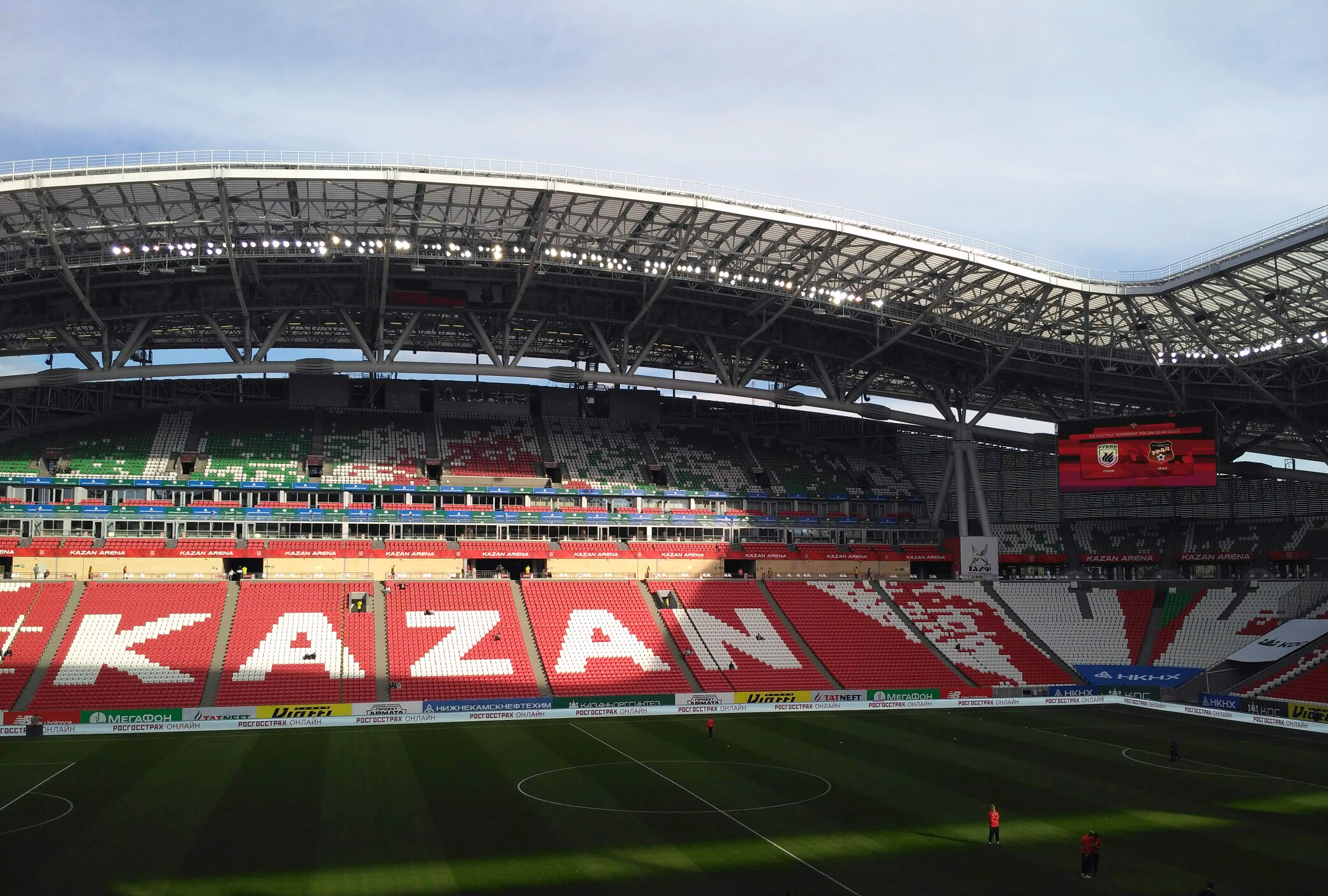
Interior del estadio.

## Ubicación
El estadio está situado en el distrito de Nueva Savinovsky de Kazan, entre la perspectiva Hussain Yamasheva y Chistopolskiy, cerca de la orilla derecha del río Kazanka, cerca del parque acuático Riviera y el complejo deportivo Olympus. Se puede llegar al estadio en transporte público: tranvía de alta velocidad (n.º 5) y normal (n.º 6), trolebús (n.º 2 y 13), autobuses (n.º 75, 45, 33 y62). También se puede llegar con las estaciones Estadio y Chistopolskaya del metro de Kazán.

## Especificaciones y características
Características generales del estadio:
- Estadio: 32 ha;
- Capacidad: 47 100 espectadores;
- Superficie construida: 70 300 m²;
- Superficie total: 130 000 metros cuadrados, de los cuales 67 000 m² - climatizada;
- Altura total del estadio: 49,36 m;
- Estadio Arena: 4 gradas nivel, 4 frente y sector angular;
- El número de usuarios VIP cajas: 72;
- Aparcamiento: 4500 plazas de aparcamiento.

Tras el cierre del estadio "Luzhniki" para la reconstrucción total y de la construcción de un nuevo estadio en San Petersburgo, el "Kazan Arena" fue el estadio más grande de Rusia.
El edificio cuenta con cuatro niveles de cubiertas de techo se encuentra con cuatro sectores angulares delanteras y arena en el campo abierto. En el dispositivo de vip-zona 70 palcos privados (cajas corporativas). Cada uno de los cuatro sectores se refleja en el color del ajuste y llevándolo entradas y punteros Color: Norte - azul, al este - rojo, al sur - amarillo, Western - verde. Hay cuatro entradas y grandes bajadas de escaleras externas de los niveles superiores. El techo sobre las gradas tiene celadón, las paredes laterales son de cristal.
Instalaciones dadas en la rehabilitación médica (gimnasio, piscina, spa) y compras (varios restaurantes y establecimientos de cáterin, sports bar, restaurante, sala de conferencias, parque infantil, museo del FC Rubin y coches retro) complejos de todo el estadio proporcionado deportes (con múltiples sitios en varios deportes) y zona de parques y recreación, y el estadio se posiciona como una "ciudad dentro de una ciudad."
En la fachada que da a la entrada principal de la calle Chistopolskaya para emitir concursos y publicidad instalados en grandes instalaciones deportivas de Europa y más grandes estadios de fútbol del mundo de HD media fachadas de tres pantallas de plasma con una superficie total de 4,2 metros cuadrados. m.
Fachadas Medios Kazan Arena Stadium
Por primera vez en los estadios de Rusia y uno de los primeros en el mundo con conexión a Internet Wi-Fi gratuita en todo el estadio.
Los grupos de entrada, un marco de detectores de metales en todo el estadio se utiliza cerca de 400 cámaras de vigilancia. En caso de evacuación de emergencia de todo el estadio en 8 minutos. Resistencia sísmica del objeto, que fue construido en 19 mil pilas diseñados para un terremoto de 7 puntos.
Durante la Universiada de Verano 2013 en el estadio fue construido principal centro de prensa de medios c Universiada Centro Principal de Prensa y el Centro Internacional de Transmisiones y un conjunto de 12 basado estaciones de televisión móvil, que costó $ 250 millones. Para se han establecido la apertura y clausura en el campo diseñar masa total de 467 toneladas, incluyendo una escena en un círculo rodeado de fuentes de agua y un enorme ascensor pirámide escalonada convertibles con pantallas de video, entre la multitud se organizó foso de la orquesta en la forma de unas enormes letras brillantes «U», se instaló el techo taza de 6 toneladas Fuego Universiada y fuera del estadio brillaba alto en el cielo haces de luz de gran alcance en movimiento.

## Arquitectura
El concepto arquitectónico del estadio fue diseñado por Populous, los proyectos conocidos tales instalaciones deportivas como el estadio Emirates y el estadio Wembley de Londres. El estadio fue sede principal de la Universiada de 2013. V.V. Motorin refinó el concepto arquitectónico, lo que eliminó cualquier incoherencia de las soluciones de diseño con la legislación rusa, sobre todo el marco regulatorio. Los arquitectos diseñaron el Kazan Arena de forma que a vista de pájaro el estadio tenga forma de un lirio de agua. El techo del estadio se basa en los 8 puntos de control. Debido a este diseño solución arquitectónica parece aérea, sin perder fiabilidad.

## Historia

### Edificio
El acto de colocación de la primera piedra del estadio el 5 de mayo de 2010 contó con la presencia del presidente del Gobierno de Rusia, Vladímir Putin. Según él, la construcción del estadio fue la carta de triunfo en la lucha por el derecho a organizar la Copa Mundial de la FIFA 2018 en Rusia. El proceso de construcción del estadio se llevó a cabo bajo la estrecha supervisión de la República de Tartaristán. Más de 10 veces desde el comienzo de la construcción del Kazan Arena a la que asistieron representantes de la FISU y la FIFA. En la construcción se ha involucrado al mismo tiempo hasta 3000 personas, entre ellas atraídos principalmente por la mejora de los habitantes de las regiones de la república. La construcción del estadio fue transmitido por las cámaras web de internet en línea. El costo de construcción se estimó en 14,4 mil millones de rublos.

### Universiada
El estadio fue el escenario de la inauguración y la clausura de la Universiada de 2013.

### Fútbol
El 17 de agosto de 2014 el estadio fue sede del primer partido de fútbol del campeonato de Rusia. El Rubin Kazán jugó un empate con el Lokomotiv Moscú (1:1) y el primer gol en el campeonato de Rusia en un nuevo estadio lo anotó el futbolista de 18 años de edad Alex Miranchuk, del Lokomotiv. La primera victoria en el nuevo estadio del Rubin fue en la quinta ronda del campeonato de Rusia, al derrotar al CSKA (2:1).

### Copa FIFA Confederaciones 2017
El Kazán Arena fue uno de los cuatro estadios elegidos para albergar encuentros de la Copa FIFA Confederaciones 2017, que se disputó en junio de 2017 en Rusia. Los encuentros que se disputaron en este estadio fueron:
| Fecha             | Fase         | Equipo   |                     | Resultado      |                   | Equipo | Espectadores |
| ----------------- | ------------ | -------- | ------------------- | -------------- | ----------------- | ------ | ------------ |
| 18 de junio, 2017 | Primera fase | Portugal | Bandera de Portugal | 2:2            | Bandera de México | México | 34 372       |
| 22 de junio, 2017 | Primera fase | Alemania | Bandera de Alemania | 1:1            | Bandera de Chile  | Chile  | 38 222       |
| 24 de junio, 2017 | Primera fase | Rusia    | Bandera de Rusia    | 1:2            | Bandera de México | México | 41 585       |
| 28 de junio, 2017 | Semifinales  | Portugal | Bandera de Portugal | 0-0 (0-3 pen.) | Bandera de Chile  | Chile  | 40 855       |

### Copa Mundial de Fútbol de 2018
El estadio fue construido en su totalidad e inaugurado en 2013. Kazán Arena fue sede de la Copa Confederaciones del 2017 y sede de la Copa Mundial de Fútbol de 2018.

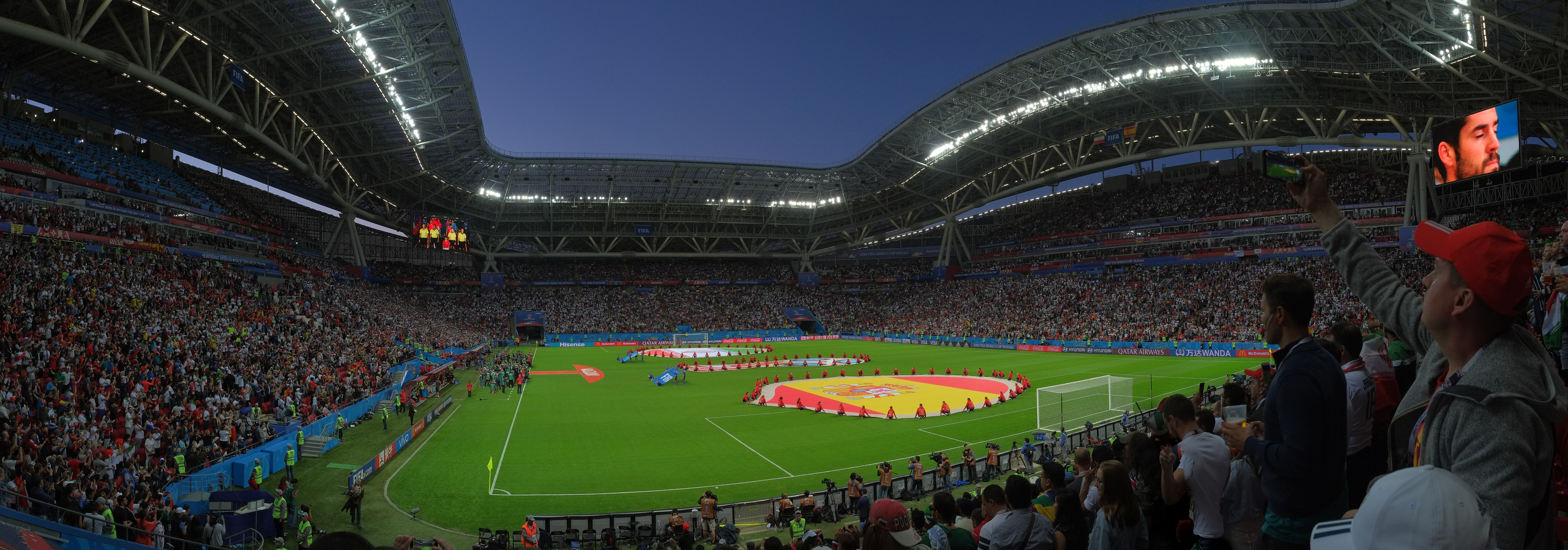
Momentos de los himnos nacionales del partido entre y.

| Fecha             | Fase             | Equipo        |                          | Resultado |                      | Equipo    | Espectadores |
| ----------------- | ---------------- | ------------- | ------------------------ | --------- | -------------------- | --------- | ------------ |
| 16 de junio, 2018 | Primera fase     | Francia       | Bandera de Francia       | 2:1       | Bandera de Australia | Australia | 41 279       |
| 20 de junio, 2018 | Primera fase     | Irán          | Bandera de Irán          | 0:1       | Bandera de España    | España    | 42 718       |
| 24 de junio, 2018 | Primera fase     | Polonia       | Bandera de Polonia       | 0:3       | Bandera de Colombia  | Colombia  | 42 873       |
| 27 de junio, 2018 | Primera fase     | Corea del Sur | Bandera de Corea del Sur | 2:0       | Bandera de Alemania  | Alemania  | 41 835       |
| 30 de junio, 2018 | Octavos de final | Francia       | Bandera de Francia       | 4:3       | Bandera de Argentina | Argentina | 42 873       |
| 6 de julio, 2018  | Cuartos de final | Brasil        | Bandera de Brasil        | 1:2       | Bandera de Bélgica   | Bélgica   | 42 873       |